# حسين ميزو مورتو
حسين ميزو مورتو حاكم جزائري عثماني تولى منصب قبطان باشا البحرية العثمانية (أدميرال).

## حياته
في عهد دول الساحل البربري كان في بدايته أحد قادة رياس البحر الكبار وأثناء حكم الداي بابا حسن شن الفرنسيون حملة صليبية كبيرة (18 يونيو 1683م) هدفها احتلال الجزائر فاضطر الداي بابا حسن على التفاوض معهم ودفع جزية كبيرة وإطلاق جميع الأسرى الفرنسيين في الجزائر لكن هذا الرضوخ من الداي لم يعجب طائفة رياس البحر وزعيمهم حسين ميزو مورتو الذي عبروا عن سخطهم بقتل الداي بابا حسن وتعيين حسين ميزومرتو دايا مكانه وبعد توليه الحكم أرسل مباشرة خطابا شديد اللهجة إلى قائد الحملة الفرنسية إبراهام دوكاين ينذره فيها بكارثة وخيمة للأسرى الفرنسيين الموجودين في الجزائر إلا أن دوكين كان مغترا بقوته فرفض الاستماع لتهديد الداي الجديد الذي ما كان منه إلا أن أحضر القنصل الفرنسي «جون لوفاشي» المتهم بالتجسس على الجزائر وادخله في فوهة أحد المدافع وقذفه على الفرنسيين فتطايرت أشلاءه في عرض البحر ولم يكتفي بذلك بل اتبعه بعشرين أسيرا فرنسيا آخر من أعوانه وأمام هذا التحدي الكبير لم يجد دوكين بدا من الانسحاب في شهر أكتوبر بعدما فشل في تحقيق شروطه.
- لا يزال هذا المدفع الذي أسماه الجزائريون "بابا مرزوق" موجوداً، وقد أسماه الفرنسيون «مدفع القنصلية» نسبة إلى قنصلهم  وأخذ إلى فرنسا بعد استقلال الجزائر ونصبوه في أحد أكبر ساحاتهم داخل سياج حديدي انتقاما منه على فعلته الجريئة.
- بعدها ارسلت فرنسا وفدا للتفاوض مع الجزائر توج بعقد اتفاقية سلام بين الطرفين لمدة مائة عام.

و بعدها حدثت فتن في الجزائر كان سببها باي تونس بسبب وجود اخوه المعارض له في الجزائر فقاد الداي حسين ميزو مورتو حملة عسكرية لغزو تونس بقيادة إبراهيم خوجة انتهت بالسيطرة على تونس وطرد حاكمها وتنصيب اخاه الموالي للجزائر الباي محمد حاكما عليها.
لكن الاتفاقية الجزائرية-الفرنسية لم تلبث ان نقضت بسبب اشتباك بين بحارة جزائريين وبحارة فرنسيين فقررت فرنسا مرة أخرى استغلال الحادثة لغزو الجزائر حيث سيرت اسطولا كبير حاصر الجزائر حيث ارسل قائد الحملة تهديدا للداي حسين ميزو مورتو يحذره فيها من المساس بالفرنسيين مثلما حدث سنة 1683م والا سيقتل كل الاسرى الجزائريين لديه وما كان من الداس حسين إلا أن قدم القنصل الفرنسي إلى المدفع وقذفه اليه قائلا له لو كان والده في الاسرى ما كان ليتردد عن الدفاع عن الجزائر ومثل سابقيها فشلت هذه الحملة أيضا وأصبحت السفن الفرنسية لقمة سائغة للبحارة الجزائريين وبعدها عاد الفرنسيون بمساندة العثمانيين إلى عقد اتفاق جديد مع الجزائر فاضطر الداي حسين إلى القبول لكن أغلبية رياس البحر كانوا يعارضون تجديد الاتفاق بسبب الخيانات الفرنسية المتكررة مما دفع بالداي حسين إلى الاستقالة حيث عينه الخليفة العثماني قائدا عاما على الاسطول العثماني.

## وفاته
توفي سنة 1700م.

## أنظر أيضا
- قائمة قباطين البحر العثمانيين.